# مدور والمحجر (يافع)

تعديل مصدري - تعديل

مدور والمحجر هي إحدى قرى عزلة لبعوس بمديرية يافع التابعة لمحافظة لحج، بلغ تعداد سكانها 521 نسمة حسب تعداد اليمن لعام 2004.